# Rio Verde (Piquiri)
Der Rio Verde ist mit seinem Oberlauf Rio Boi Piguá ein etwa 118 km langer linker Nebenfluss des Rio Piquiri im Westen des brasilianischen Bundesstaats Paraná.

## Geografie

### Lage
Das Einzugsgebiet des Rio Verde befindet sich auf dem Terceiro Planalto Paranaense (Dritte oder Guarapuava-Hochebene von Paraná) iom Gebiet der Metropolregion Cascavel.

### Verlauf
Das Quellgebiet des Rio Boi Piguá liegt an der Grenze zwischen den Munizipien Cascavel und Cafelândia auf 572 m Meereshöhe etwa 15 km westlich der Ortschaft Corbélia in der Nähe der PR-486.
Der Fluss verläuft in nördlicher Richtung. Beim Verlassen des Munizips Cascavel nimmt er den Namen Rio Verde an. Er fließt zwischen den Munizipien Formosa do Oeste und Assis Chateaubriand von links in den Rio Piquiri. Er mündet auf 250 m Höhe. Er ist etwa 118 km lang.

### Munizipien im Einzugsgebiet
An Rio Boi Piguá und Rio Verde liegen die fünf Munizipien Cascavel, Cafelândia, Jesuitas, Formosa do Oeste und Assis Chateaubriand.

### Nebenflüsse
rechts:
- Córrego São Lobato
- Córrego Manga,

links:
- Rio Memória
- Rio Alivio
- Córrego Icarai
- Córrego Caracu
- Córrego Arapuá.